# DHF's Landspokalturnering 2011
DHF's landspokalturnering i 2011 var den 48. udgave af DHF's Landspokalturnering. De indledende runder afvikledes i efteråret 2010 og foråret 2011, hvorefter Jydsk Håndbold Forbund (JHF) afleverede otte deltagere til 1/8-finalerne, der som den første runde var landsdækkende. De øvrige fem regionale forbund afleverede tilsammen de sidste otte deltagere til 1/8-finalerne, der afvikledes i efteråret 2011. Mændenes turnering blev for andet år i træk vundet af AG København. Kvindernes turnering blev for andet år i træk og niende gang i alt vundet af Viborg HK.

## Mænd

### 1/8-finaler
Otte hold fra Jylland og otte hold fra Østdanmark (inkl. Fyn) havde kvalificeret sig til 1/8-finalerne. 
| Dato  | Hjemmehold            | Udehold               | Resultat |
| ----- | --------------------- | --------------------- | -------- |
| 30.08 | Bjerringbro-Silkeborg | Skive fH              | 34-25    |
| 31.08 | SUS Håndbold          | Nordsjælland Håndbold | 23-34    |
| 31.08 | GOG                   | Aalborg Håndbold      | 28-29    |
| 31.08 | TMS Ringsted          | AG København          | 27-40    |
| 31.08 | Skjern Håndbold       | Team Tvis Holstebro   | 30-28    |
| 31.08 | Ajax København        | HC-Fyn                | 28-22    |
| 31.08 | Vejle Håndbold        | Team Sydhavsøerne     | 23-22    |
| 03.09 | Århus Håndbold        | Skanderborg Håndbold  | 31-23    |

### 1/4-finaler
Her deltog de otte vinderhold fra 1/8-finalerne.
| Dato  | Hjemmehold            | Udehold               | Resultat |
| ----- | --------------------- | --------------------- | -------- |
| 28.09 | Bjerringbro-Silkeborg | Nordsjælland Håndbold | 21-25    |
| 28.09 | Ajax København        | Vejle Håndbold        | 32-20    |
| 26.10 | Aalborg Håndbold      | Århus Håndbold        | 31.28    |
| 09.11 | AG København          | Skjern Håndbold       | 33-17    |

### Final 4
De fire vindere af kvartfinalerne spiller final 4-stævne 4.-5. februar 2012 i Gigantium i Aalborg. Det var på et tidspunkt uvist, hvor det skal afholdes, da de tre sjællandske klubber forsøgte at trækker stævnet fra Aarhus til Sjælland. 
Der blev trukket lod til Final-4-stævnet den 12. november 2011.

#### Semifinaler
| Dato     | Hold                  | Hold             | Resultat |
| -------- | --------------------- | ---------------- | -------- |
| 04.02.12 | AG København          | Ajax København   | 29-25    |
| 04.02.12 | Nordsjælland Håndbold | Aalborg Håndbold | 19-22    |

#### Finale
| Dato     | Hold         | Hold             | Resultat |
| -------- | ------------ | ---------------- | -------- |
| 05.02.12 | AG København | Aalborg Håndbold | 32-26    |

## Kvinder

### 1/8-finaler
Otte hold fra Jylland og otte hold fra Østdanmark (inkl. Fyn) havde kvalificeret sig til 1/8-finalerne. 
| Dato  | Hjemmehold     | Udehold             | Resultat |
| ----- | -------------- | ------------------- | -------- |
| 13.08 | Randers HK     | Lyngby HK           | 32-14    |
| 18.08 | FC Midtjylland | HC Odense           | 28-24    |
| 25.08 | Rødovre HK     | FIF                 | 10-33    |
| 27.08 | VSH 2002       | Viborg HK           | 9-40     |
| 28.08 | AGF            | BK Ydun             | 30-29    |
| 30.08 | Bjerringbro fH | Team Esbjerg        | 16-25    |
| 30.08 | Tved G & I     | SønderjyskE         | 28-40    |
| 31.08 | Ajax København | Team Tvis Holstebro | 23-32    |

### 1/4-finaler
Her deltog de otte vinderhold fra 1/8-finalerne. 
| Dato  | Hjemmehold          | Udehold        | Resultat |
| ----- | ------------------- | -------------- | -------- |
| 27.09 | Randers HK          | FIF            | 29-22    |
| 10.10 | Team Tvis Holstebro | Viborg HK      | 32-43    |
| 11.10 | Team Esbjerg        | FC Midtjylland | 26-22    |
| 12.10 | AGF                 | SønderjyskE    | 18-27    |

### Semifinaler
Her deltog de fire vinderhold fra kvartfinalerne
| Dato  | Hjemmehold   | Udehold     | Resultat |
| ----- | ------------ | ----------- | -------- |
| 15.11 | Team Esbjerg | SønderjyskE | 31-20    |
| 16.11 | Randers HK   | Viborg HK   | 27-29    |

### Finale
Finalen afvikledes i Arena Midt i Kjellerup.
| Dato     | Hold         | Hold      | Resultat |
| -------- | ------------ | --------- | -------- |
| 07.01.12 | Team Esbjerg | Viborg HK | 28-33    |